# Burmanska cesta
Burmanska cesta (kitajsko 滇缅公路) je bila cesta, ki je povezovala Burmo s Kitajsko, pri čemer so bili glavni terminali v Kunmingu, Junanu in Lašu. Zgrajena je bila, ko je bila Burma britanska kolonija, za pošiljanje materiala na Kitajsko med drugo kitajsko-japonsko vojno. Dolga je 1154 km in poteka pretežno po goratem področju. Cesta je bila obnovljena, ko so zavezniki leta 1945 dokončali Ledoško cesto. Nekateri deli stare ceste so vidni še danes.
Zgrajena je bila med letoma 1937 in 1938, gradilo jo je 200.000 Kitajcev.

## Zgodovina
Cesta je bila dolga 1154 km in potekala skozi grobo gorsko državo. Odseke iz Kunminga do burmanske meje je gradilo 200.000 burmanskih in kitajskih delavcev med drugo kitajsko-japonsko vojno leta 1937 in so bili končani leta 1938. Cesta je imela pomembno vlogo tudi med drugo svetovno vojno, ko so jo Britanci uporabljali za prevoz materiala na Kitajsko, preden je bila Japonska v vojni z Britanci. Blago, ki je pristalo v Rangunu (zdaj Jangon), so po železnici preselili v Lašo, kjer se je cesta začela v Burmi. Leta 1940 je britanska vlada zaradi japonskega diplomatskega pritiska Burmansko cesto zaprla za tri mesece. Potem ko so leta 1942 Japonci preplavili Burmo, so bili zavezniki prisiljeni Čankajška in kitajske sile oskrbovati po zraku. Leteli so z letališč v Asamu v Indiji in se dvignili čez vzhodni del Himalaje. Ob vztrajanju Združenih državah Amerike in še na veliko razočaranje Winstona Churchilla, medvojnega vodjo Britanije, so imele britanske sile za svoj glavni cilj v vojni proti Japonski nalogo ponovno oživiti Burmo in navezati stike s Kitajsko. Pod britanskim poveljstvom indijskih, britanskih, kitajskih in ameriških sil so slednji pod vodstvom Joeja Stilwella premagali japonski poskus zavzetja Asama in ponovne zasedbe severne Burme. Na tem območju so zgradili novo cesto, Ledoško cesto, ki je potekala iz Leda v Asamu, skozi Mjitkjino in se povezala s staro Burmansko cesto v Vandingčenu v Junanu v Kitajski. Prvi tovornjaki so dosegli kitajsko mejo po tej poti 28. januarja 1945 (Winston Churchill, Druga svetovna vojna, v. VI, fant. 11).

## Filmi o Burmanski cesti
- Burma Convoy (1941)
- A Yank on the Burma Road(1942)
- Bombs over Burma (1942)